# Torrent de l'Ullar
El Torrent de l'Ullar, o Torrent de Fontguineu, és un torrent que discorre pels termes de Sant Quirze Safaja, al Moianès, i de Bigues i Riells, al Vallès Oriental, dins del territori del poble de Riells del Fai.
Es forma a prop i a ponent del poble rural de Bertí i de l'església de Sant Pere de Bertí i al nord-oest del Puig Descalç per la confluència del Sot de Bernils i del Sot de Querós, des d'on davalla cap al sud-oest. Passa pel nord de la Serra del Magre, a llevant de la masia de l'Ullar, des d'on es precipita cap al sud en un salt d'aigua que venç la carena dels Cingles de Bertí, obrint el tancat Sot de l'Ullar. Al fons de la vall s'ajunta amb el torrent del Traver per tal de formar el torrent de Llòbrega.